# Lijst van varkensrassen
Dit is een lijst van tamme varkensrassen.
- Angler zadelvarken
- Ba Xuyen
- Bayeaux varken
- Balkonyervarken
- Belgisch landvarken
- Bergsträsser Knirps
- Berkshire
- Blanc de l'Oeust
- Bonte Bentheimer
- British Lop
- Chato Murciano
- Chester White
- Choctaw
- Cornwall
- Corsicaanse zwarte varken of Nustrale
- Creools varken (uitgestorven)
- Cul noir
- Cumberland (uitgestorven)
- Deens landvarken
- Duits landvarken
- Duroc
- Estlands spekvarken
- Euskal Txerria
- Fins landvarken
- Gasconne
- Gloucester Old Spot
- Göttinger minivarken
- Guinea
- Hampshire varken
- Hanford minivarken
- Hangbuikzwijn
- Hereford
- Husumer of Roodbonte Husumer
- Ibérico of Iberisch varken
- Indonesisch minivarken
- Italiaans landvarken
- Jeju black
- Jersey Red
- Juliana minivarken
- Karmal
- Krskopolje varken
- Kunekune
- Lacombe
- Landrace pig
- Large Black
- Large White of Yorkshire
- Lincolnshire curly coat (uitgestorven)
- Livar of Limburgs kloostervarken
- Mangalitza of wolvarken
- Marschvarken
- Meishan
- Middle White
- Minnesota minivarken
- Mulefoot
- Münchener Troll
- Nederlands landvarken
- Neijiang varken
- Ossabaw Island
- Oxford Sandy and Black
- Piétrain
- Poland China
- Red wattle
- Saddleback
- Schwabisch-Hallisch varken
- Sino-Gasconne-Guadeloupevarken
- Small White (uitgestorven)
- Sumadia-varken
- Szaltonser
- Szerémség varken
- Taihu
- Tamworth
- Tibetaanse Zang
- Turopolje
- Wessex Saddleback (uitgestorven)
- Welsh
- Wiesenauer
- Wit-Russisch zwartbont
- York
- Yucatan varken of Mexicaans naaktvarken